# Beatriz Pascual

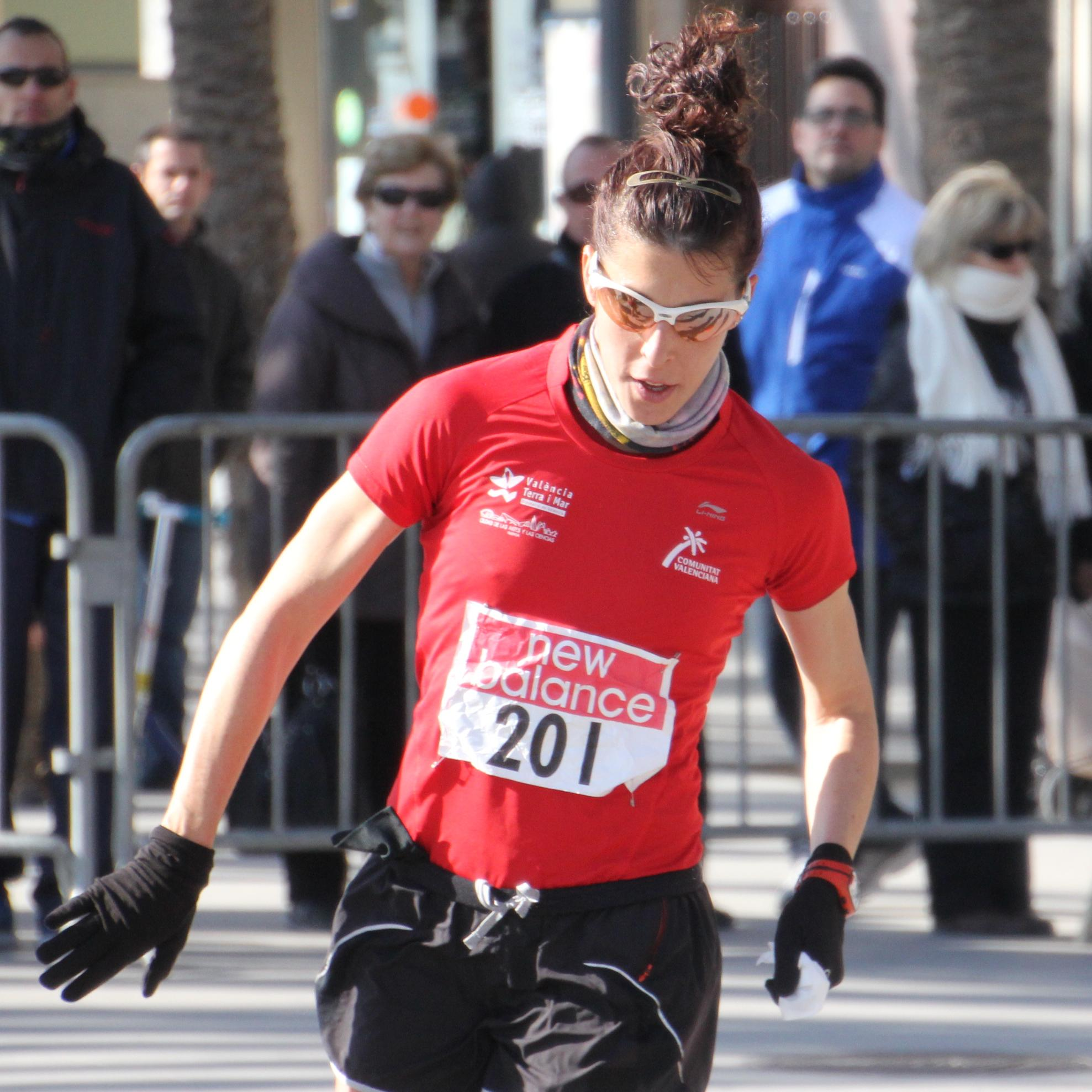
Beatriz Pascual en el 80 Campeonato de Cataluña Individual de Marcha en Ruta, el 12 de febrero de 2012, Badalona.

Beatriz Pascual Rodríguez (Barcelona, 9 de mayo de 1982) nacida en Barcelona aunque desde pequeña reside en Viladecans, es una atleta española especializada en la prueba de marcha atlética. Es internacional absoluta con la selección española y posee varias plusmarcas de España; la de 5000 m marcha en pista en categoría absoluta, en la categoría promesa el de 20 km marcha en ruta con una marca de 1h30:22 realizados en el año 2004 y en categoría júnior el de 10.000m marcha en pista con 46:06.80 en el 2000.
Se inició como atleta en el Club Atletismo Viladecans de la mano de María Reyes Sobrino, realizando todo tipo de pruebas hasta que se especializó en la marcha atlética consiguiendo ser campeona de España y Cataluña en categorías inferiores. Tuvo como referentes en Viladecans a María Reyes Sobrino, su propia entrenadora, María Vasco, Mari Cruz Díaz, Valentí Massana y David Márquez, todos ellos de Viladecans. Ya en la categoría júnior ante la imposibilidad del CA Viladecans de retener a una atleta con un futuro tan prometedor ficha por la JA Sabadell, donde en cinco años consigue batir dos récords de España, uno de la categoría júnior y otro de la categoría promesa. Llegó a estar preseleccionada para los Juegos Olímpicos de 2004 pero una inoportuna lesión no le permitió acudir finalmente. En el año 2005 ficha por el FC Barcelona y al año siguiente por el València Terra i Mar donde está actualmente.
En los campeonatos de España en pista al aire libre de 2008 en 10000m marcha, tiró del grupo durante toda la prueba para finalmente ganarla batiendo a María Vasco, realizando así la segunda marca española de todos los tiempos.
Posteriormente participó en los Juegos Olímpicos de Pekín 2008 junto a María Vasco y María José Poves en los 20 km marcha obteniendo una sexta posición en su primera participación en unos juegos olímpicos.
En el Campeonato Mundial de Atletismo de 2009, celebrado en Berlín, terminó en sexta posición.
En el año 2012 participó en los Juegos Olímpicos de Londres 2012, también en esta ocasión acompañada por María Vasco y María José Poves en los 20 km marcha finalizando en la octava posición. Posteriormente fue reclasificada sexta tras las descalificaciones de otras dos atletas por dopaje.

## Palmarés nacional
- Récord de España absoluta de 5000 m marcha (p) 20:48.06 (Palafrugell, 31 de mayo de 2009).
- Récord de España Promesa de 20 km marcha (r) (1h30:22 en 2004).
- Récord de España júnior de 10.000m marcha (p) (46:06.80 en 2000).
- Récord de España absoluta de 10.000 metros marcha 17 de julio de 2010 (42:40.34)
- Campeona de España de 10000 m marcha en pista 2008.
- Campeona de España Absoluta de 20 km marcha en ruta (2006-2008).
- Campeona de España promesa de 5000 m marcha en pista (2002).
- Campeona de España promesa de 20 km marcha en ruta (2002-2003-2004).
- Campeona de España Júnior de 5000 m marcha en pista (2000-2001).
- Campeona de España Júnior de 10 km marcha en ruta (2000-2001).
- Campeona de España 10000 metros marcha 2010.

## Mejores marcas
| Año  | Competición              | Lugar                         | Tiempo   | Distancia |
| ---- | ------------------------ | ----------------------------- | -------- | --------- |
| 2004 |                          | Zaragoza, España              | 13:30,31 | 3.000 m   |
| 2012 |                          | Granollers, España            | 20:45,11 | 5.000 m   |
| 2010 |                          | Avilés, España                | 42:40,33 | 10.000 m  |
| 2008 |                          | Santa Eulária des Riu, España | 43:25    | 10 km     |
| 2008 | Juegos Olímpicos de 2008 | Pekín, China                  | 1h:27:44 | 20 km     |